# 映画 妖怪ウォッチ FOREVER FRIENDS
- 妖怪ウォッチ > 映画 妖怪ウォッチ FOREVER FRIENDS
- 妖怪ウォッチ シャドウサイド > 映画 妖怪ウォッチ FOREVER FRIENDS

『映画 妖怪ウォッチ FOREVER FRIENDS』（えいが ようかいウォッチ フォーエバー フレンズ）は、テレビアニメ『妖怪ウォッチ』の劇場版第5作目。2018年12月14日より公開。
キャッチコピーは「ずっと一緒だと思っていた」「何があっても、この友情は忘れない」。

## 概要
『妖怪ウォッチ』の映画シリーズ5周年記念作品。2018年6月15日に本作が12月に公開することが発表され、同年6月22日に予告動画が公開された。
現代より約60年前にあたる1960年代のさくら元町および妖魔界を舞台に、妖怪ウォッチを手にした少年少女たちの活躍と友情、2015年公開の『映画 妖怪ウォッチ エンマ大王と5つの物語だニャン!』で初登場して以降、妖怪ウォッチシリーズのキャラクターとして高い人気を誇っているエンマ大王の誕生に迫る物語。登場キャラクターも一新し、メインに登場する妖怪の多くは日本古来の伝承・神話にある妖怪や神がモチーフとなっている。
第1作目～第4作目までは公開日が土曜日となっていたが、本作以降の公開日は金曜日となっている。
なお、2019年6月20日にレベルファイブより発売されたNintendo Switch用ゲームソフト『妖怪ウォッチ4 ぼくらは同じ空を見上げている』では、今作の舞台や人物がこれまでのシリーズと合わせて登場する。

## ストーリー
1960年代の東京・さくら元町。少年下町シンは新聞配達のアルバイトをしながら、唯一の肉親である病気の母を懸命に支えていた。しかし謎の妖怪が母に取り憑き、母は突然操られたように家を飛び出した末、車に轢かれて命を落としてしまう。自暴自棄に至ったシンは母の後を追おうと川に飛び込もうとした時、高城イツキに引き止められ「死んだって母さんには会えない」「最後まで投げるな」と諭す。イツキの姉も同じようにビルから飛び降り命を落とし、それは魂を奪う妖怪・玉藻前（タマモ）の仕業であるという真相に至った。
妖怪から魂を取り戻すと誓うシンとイツキのもとに、有星タエという少女が現れ、シンの背後に守護霊スーさんを見つける。妖術師見習いであり霊や妖怪が見えるという彼女にイツキは協力を仰ぐ。タエも、祖母キネが別の妖怪に襲われたと語る。
イツキは自宅である屋敷にシンとタエを招き、こちらも妖怪を味方に付け対抗すべく、かつて入手した妖怪を召喚するアイテム「妖怪アーク」を見せ、これを使うための「妖怪ウォッチ」が必要とあり、古い山姥屋敷（やまんばやしき）を探索する。3人は山姥に襲われるもののキネを救出し、ついに妖怪ウォッチを見つける。妖怪ウォッチは選ばれし者でない人間の腕からは外れてしまうが、シンが付けたところ外れる事はなく、妖怪ウォッチの使い手となる。
シンは妖怪ウォッチとアークで猫又・河童・座敷童子の3体を召喚する。個性が強くマイペースな彼らに皆は困惑するものの、タマモを見つけ出し戦いの末に懲らしめる。しかしタマモは、魂を奪ったのは「閻魔大王様の命令」だと語る。そこで3人は閻魔大王に会うため、キネが作った妖怪切符で妖魔界行きの列車に乗り、無事妖魔界へたどり着く。
妖魔界で閻魔大王に申し出を立てた3人は、折しも開かれていたエンマ武闘会に出場する事になる。そこでは閻魔大王の息子・紫炎が次期大王の座を争奪すべく暗躍していた。

## キャスト
- 下町シン - 種﨑敦美
- 高城イツキ、エンマ大王、夜叉エンマ - 木村良平
- 有星タエ - 東山奈央
- 猫又 - 小桜エツコ
- 怪猫カマイタチ - 黒田崇矢
- 執事・臼田さん - 関智一
- スーさん / 軍神スサノオ - 檜山修之
- 河童 / 河童王サゴジョウ - 竹内良太
- 座敷童子 / 天狗王クラマ - 浅沼晋太郎
- 猫王バステト、のらりくらり、高城喜一郎（イツキの父） - 佐藤健輔
- 下町幸子 (シンの母)、一つ目小僧 - 日野未歩
- 紫炎 - 小栗旬（特別出演）[注 3]
- 玉藻前 - ブルゾンちえみ（特別出演）
- 閻魔大王・業炎 - 大友龍三郎
- ぬらりひょん - 子安武人
- 酒呑童子 - 遊佐浩二
- 白虎 - 八代拓
- 玄武 - 高橋英則
- ヤマンバア / 山姥 - 鈴木れい子
- 月神ツクヨミ - 大原さやか
- 賢神アマテラス - 榎木淳弥
- ククリ姫 - 久野美咲
- 下町シン（老人） - 西村知道
- 有星タエ（老婆） - はやみけい
- 見張り - 矢部雅史
- 黒鬼SP - 坂東尚樹
- カラス天狗、アイタタタイムズ - 奈良徹
- 有星キネ、ナレーション - 真山亜子
- イツキの姉 - 佐藤はな
- 空亡 - 内田直哉

## スタッフ
- 製作総指揮 / 原案・脚本 - 日野晃博
- 原作 - レベルファイブ
- 連載 - 月刊コロコロコミック
- 妖怪&キャラクターデザイン原案 - 長野拓造、田中美穂
- アートコンセプト - 梁井信之
- キャラクターデザイン - 山田俊也、寺澤伸介
- 音響監督 - はたしょう二
- 音楽 - 西郷憲一郎
- 監督 - 高橋滋春
- アニメーション制作 - OLM TEAM INOUE
- 製作 - 映画「妖怪ウォッチ」プロジェクト 2018（レベルファイブ、電通、小学館、東宝、オー・エル・エム、バンダイ、テレビ東京、テレビ愛知、テレビ大阪、TVQ九州放送、テレビ北海道、テレビせとうち、KADOKAWA、キッズステーション、ジェイアール東日本企画、小学館集英社プロダクション、エイベックス・エンタテインメント、GYAO、コンテンツ3）
- 配給 - 東宝

## 主題歌
エンディングテーマ「大好きだった」
作詞 - H.U.B. / 作曲・編曲 - Jean Yves Ducornet、Benjamin Groff、Calanit Ledan / 歌 - 東方神起
他の劇場版とは異なり流れるのは一曲だけとなっている。またエンディング映像にはケータやナツメといったこれまでのシリーズのキャラクターが登場する。

## テレビ放送
テレビ東京系列では、次作『映画 妖怪学園Y 猫はHEROになれるか』公開に合わせ、2019年12月7日に地上波初放送された。本編開始の直前には『映画 妖怪学園Y 猫はHEROになれるか 公開記念! Y学園の情報をお送りしちゃうぞSP』を放送し、同作主題歌のピンクレディーの未唯mieが出演し、テレビ東京アナウンサーの原田修佑がナビゲーターを担当。また、同番組内で未唯の相方であったピンクレディーの増田恵子がサプライズ出演しており、同作へのゲスト声優も発表されている。